# Pysämeer
Het Pysämeer, Zweeds: Pysäjärvi, Samisch Bisájávri, is een meer in het noorden van Zweedse. Het meer ligt in de gemeente Kiruna in het westen van Pysämoeras. Het water in het Pysämeer komt uit dat moeras en uit het Sonkameer, dat aan de andere kant de Europese weg 45 ligt en stroomt na het meer naar de Pysärivier, die naar het noorden weg stroomt. De oevers van het meer zijn onduidelijk, omdat daar veel moeras ligt.
afwatering: Pysämoeras → meer Pysämeer → Pysärivier → Torne → Botnische Golf